# Golden City
Ne doit pas être confondu avec la ville de Golden City
Pour les articles homonymes, voir Golden City (homonymie).
Golden City est une série de bande dessinée française de science-fiction écrite par Daniel Pecqueur, dessinée par Nicolas Malfin et coloriée par Pierre Schelle. Elle est publiée depuis 1999 par Delcourt.

## Synopsis
Sur le navire-État de Golden City, une population privilégiée vit loin des côtes appauvries par la montée des eaux. Mais, dans les secrets de la ville, son dirigeant Harrison Banks va être victime d'un complot visant à le remplacer par un clone.

## Personnages
- Harrison Banks : président de Golden City, il a vécu une enfance protégée et semblait aimé de tous jusqu'au début du complot.
- Harrison Banks, le clone : élevé par le professeur Seed, puis par une famille modeste pour le cacher. Il revient à l'âge adulte pour reprendre la place qui lui revient selon Seed.
- Les orphelins : un groupe d'enfants et adolescents vivant sous un même toit et pillant des épaves pour survivre.
  - Mifa : elle commence par aider Banks, alléchée par des promesses qu'il ne pourra tenir. Elle le dénoncera aux forces de sécurité en échange d'une rançon mais brûlera l'argent, ne pouvant supporter le regard des autres orphelins.
  - Apple : le génie de l'informatique.
  - Solo : compagnon d'infortune de Mifa, ils se sont connus dans un cimetière où Solo volait des bougies pour les revendre.
  - Kumiko : fille de la sœur d'Apple, elle est recueillie par le groupe des orphelins.
- Amber : tueuse à gage engagée par Seed. Elle ne semble pas connaître le fin mot de l'histoire et fait son boulot sans poser trop de questions pour nourrir son fils. Plus tard dans la série cependant, elle aidera gratuitement Mifa pour régler des fantômes de son passé.
- Le Chacal : il a acheté le corps de la femme de Banks aux pilleurs d'épaves, et s'est occupé du transfert.
- Professeur Seed : scientifique travaillant sur Golden City. Experte en génétique, elle avait été appelée par la mère d'Harrison Banks pour créer un clone de son enfant afin de lui assurer des organes de remplacement à greffer en cas d'accident. Quand la mère lui demande de mettre fin à l'expérience, elle se prend d'affection pour le clone et ne peut le détruire.
- Sœur Léa : amie d'enfance d’Harrison Banks, entrée en religion et lauréate du Prix Nobel de la paix, se trouve mêlée aux histoires de Golden City.

## Albums
- Delcourt, coll. « Neopolis » :

1. Pilleurs d'épaves, 1999[1].
2. Banks contre Banks, 2000.
3. Nuit polaire, 2001.
4. Goldy, 2002[2].
5. Le Dossier Harrison, 2003.
6. Jessica, 2005.
7. Les Enfants perdus, 2007.
8. Les Naufragés des abysses, 2009.
9. L'Énigme Banks, 2011.
10. Orbite Terrestre Basse, 2013.
11. Les Fugitifs, 2015.
12. Guérilla urbaine, 2017.
13. Amber, 2019.
14. Dark Web, 2021.
15. Jour de Terreur, 2023.
16. La traque des métamorphes, 2025.